# 默特薩里鄉
44°51′N 23°05′E / 44.850°N 23.083°E
默特薩里鄉（羅馬尼亞語：Comuna Mătăsari, Gorj），是羅馬尼亞的鄉份，位於該國西南部，由戈爾日縣負責管轄，面積46平方公里，海拔高度249米，2007年人口5,241，人口密度每平方公里113人。